# 오마르 시
오마르 시(Omar Sy, 프랑스어 발음: [ɔmaʁ si], 1978년 1월 20일 ~ )는 프랑스의 배우, 희극 배우, 영화 제작자, 영화 감독, 각본가이다. 《언터처블: 1%의 우정》(2011)을 통해 흑인 최초로 세자르상 남우주연상을 받았다.

## 출연 작품

### 영화
- 블리트 (2002)
- 아스테릭스 2: 미션 클레오파트라 (2002)
- 믹막: 티르라리고 사람들 (2009)
- 아더와 미니모이 2: 셀레니아 공주 구출 작전 (2009) - 프랑스어 더빙
- 로고라마 (2009)
- 언터처블: 1%의 우정 (2011)
- 퍼스트 어벤져 (2011)
- 투캅스 인 파리 (2012)
- 드림팀 (2012)
- 무드 인디고 (2013)
- 언셀러 (2013)
- 엑스맨: 데이즈 오브 퓨처 패스트 (2014)
- 웰컴, 삼바 (2014)
- 뮨: 달의 요정 (2015) - 목소리
- 쥬라기 월드 (2015) - 배리 셈벤 역
- 더 셰프 (2015)
- 쇼콜라 (2016) - 쇼콜라 역
- 앵그리버드 더 무비 (2016) - 프랑스어 더빙
- 빅 (2016) - 프랑스어 더빙
- 인페르노 (2016) - 크리스토퍼 부샤르 역
- 투 이즈 어 패밀리 (2016) - 사뮈엘 역
- 사하라 (2017) - 프랑스어 더빙
- Knock (2017)
- 트랜스포머: 최후의 기사 (2017) - 목소리
- 벨빌 캅 (2018, Le Flic de Belleville)
- 울프 콜 (2019)
- 아틱 저스티스: 썬더 스쿼드 (2019) - 목소리
- 콜 오브 와일드 (2020) - 페로 역
- 폴리스 (2020)
- 소울 (2020) - 프랑스어 더빙
- 쥬라기 월드: 도미니언 (2022) - 배리 셈벤 역

### 텔레비전
- 뤼팽 (2021-현재) - 뤼팽 역